# Bzogu
Bzogu (del ruso: Бзогу) es un seló del distrito de Lázarevskoye de la unidad municipal de la ciudad de Sochi del krai de Krasnodar, en el sur de Rusia. Está situado entre la orilla izquierda del río Shajé y la orilla derecha de su afluente el río Bzogu, que desemboca un poco más abajo en el cauce del Shajé, 25 km al noroeste de Sochi y 148 km al sureste de Krasnodar, la capital del krai. Tenía 12 habitantes en 2010.
Pertenece al ókrug rural Solojaúlski.

## Historia
Del 26 de diciembre de 1962 al 12 de enero de 1965 formó parte del raión de Tuapsé.

## Lugares de interés
La localidad está rodeada de montes boscosos que hacen de ella un agradable destino turístico. En las inmediaciones del seló hay plantaciones de té de Krasnodar.

## Transporte
Desde Solojaúl, 3 km al oeste, salen los autobuses nº145 a Dagomýs (a 31 km), donde se halla una estación de la línea Tuapsé-Sujumi de la red del ferrocarril del Cáucaso Norte y la carretera federal M27 Dzhubga-frontera abjasa, y nº154 a Sochi (estación de ferrocarril).